# Kajaaninjoki
Der Kajaaninjoki (schwedisch Kajana älv) ist ein Fluss in der finnischen Landschaft Kainuu.
Der etwa zwölf Kilometer lange Fluss bildet den Abfluss des Nuasjärvi zum Oulujärvi und stellt gleichzeitig das letzte Glied einer Seenkette dar, die sich von Kuhmo bis zum Oulujärvi erstreckt.
Am Flussufer liegt die Stadt Kajaani.
Drei Wasserkraftwerke mit einer Gesamtleistung von 35 MW nutzen das Gefälle des Flusses.
| Name            | Fertig- stellung | Leistung in MW | Fallhöhe in m |
| --------------- | ---------------- | -------------- | ------------- |
| Ämmäkoski       | 1917             | 4,9            | 6,5           |
| Koivukoski I-II | 1995             | 6,5            | 9             |
| Koivukoski III  | 1995             | 25             | 15–17         |